# Schlacht am Metaurus
Koordinaten: 43° 44′ 1,6″ N, 12° 54′ 24,1″ O
Saguntum – Lilybaeum II – Rhone – Ticinus – Trebia – Cissa – Trasimenischer See – Ager Falernus – Geronium – Cannae – Nola I – Nola II – Ibera – Cornus – Nola III – Beneventum I – Syrakus – Tarentum I – Capua I – Beneventum II – Silarus – Herdonia I – Obere Baetis – Capua II – Herdonia II – Numistro – Asculum – Tarentum II – Neu Karthago – Baecula – Grumentum – Metaurus – Ilipa – Crotona – Große Felder – Cirta – Zama
Die Schlacht am Metaurus entschied 207 v. Chr. den weiteren Verlauf des Zweiten Punischen Krieges auf italienischem Boden. Hasdrubal Barkas, der wie sein Bruder Hannibal ebenfalls mit einem Heer die Alpen überquert hatte um diesem zu Hilfe zu kommen, verlor mit seiner Armee gegen die Legionen der amtierenden Consuln Gaius Claudius Nero und Marcus Livius Salinator. Hasdrubal wurde in dieser Schlacht getötet.

## Die Vorgeschichte
Der karthagische Feldherr Hannibal zog mit seinem Heer seit 218 v. Chr. durch Italien. In dieser Zeit fügte er den Römern in verschiedenen Schlachten vernichtende Niederlagen bei. Hannibal entschied sich jedoch nicht direkt gegen Rom zu ziehen. Nachdem sich Rom erholt hatte, konnte es wieder kleinere Siege gegen Hannibal verzeichnen, zum Beispiel die Eroberung von Syrakus und die Rückeroberung von Capua. Hannibal forderte vom karthagischen Senat Unterstützung an, die ihm nur im geringen Maße gewährt wurde. Karthago entschloss sich, Truppen nach Spanien zu entsenden und nicht den Krieg in Italien zu unterstützen. Hasdrubal Barkas, der Bruder Hannibals, zog nach einer Niederlage gegen Publius Cornelius Scipio bei Baecula (Spanien) mit dem Rest seines Heeres nach Italien. Auch er überquerte erst die Pyrenäen, durchzog Gallien und überquerte die Alpen auf demselben Weg wie etwa zehn Jahre zuvor Hannibal. Auch Hasdrubal führte Elefanten mit sich. Hasdrubal kam schneller und mit weniger Verlusten über die Alpen als Hannibal. Auf dem Weg nach Italien warb er unter den gallischen Völkern Söldner an. Mehrere Nachrichten, die Hasdrubal an seinen Bruder sandte, wurden von Gaius Claudius Nero abgefangen.

## Der Ort der Schlacht
Hasdrubal zog mit seinem Heer entlang der Adriaküste nach Süden und erreichte den Ager Gallicus. Durch die abgefangenen Botschaften wussten die Römer über die Pläne Hasdrubals Bescheid. Claudius Nero zog heimlich einen Teil seiner Legionen von der Bewachung Hannibals ab. Er zog in einem sehr schnellen Gewaltmarsch nach Norden und vereinigte sich mit den Legionen des Livius Salinator. Sie stellten sich südlich von Ariminum Hasdrubal am Fluss Metaurus zu einem Kampf. Hasdrubal wollte zunächst ausweichen und zog sich entlang des Flusses zurück, um ihn an einer geeigneten Stelle zu überqueren. Des Nachts desertierten jedoch seine demoralisierten gallischen Führer und Hasdrubal musste sich mit dem Rücken zum Fluss stellen.

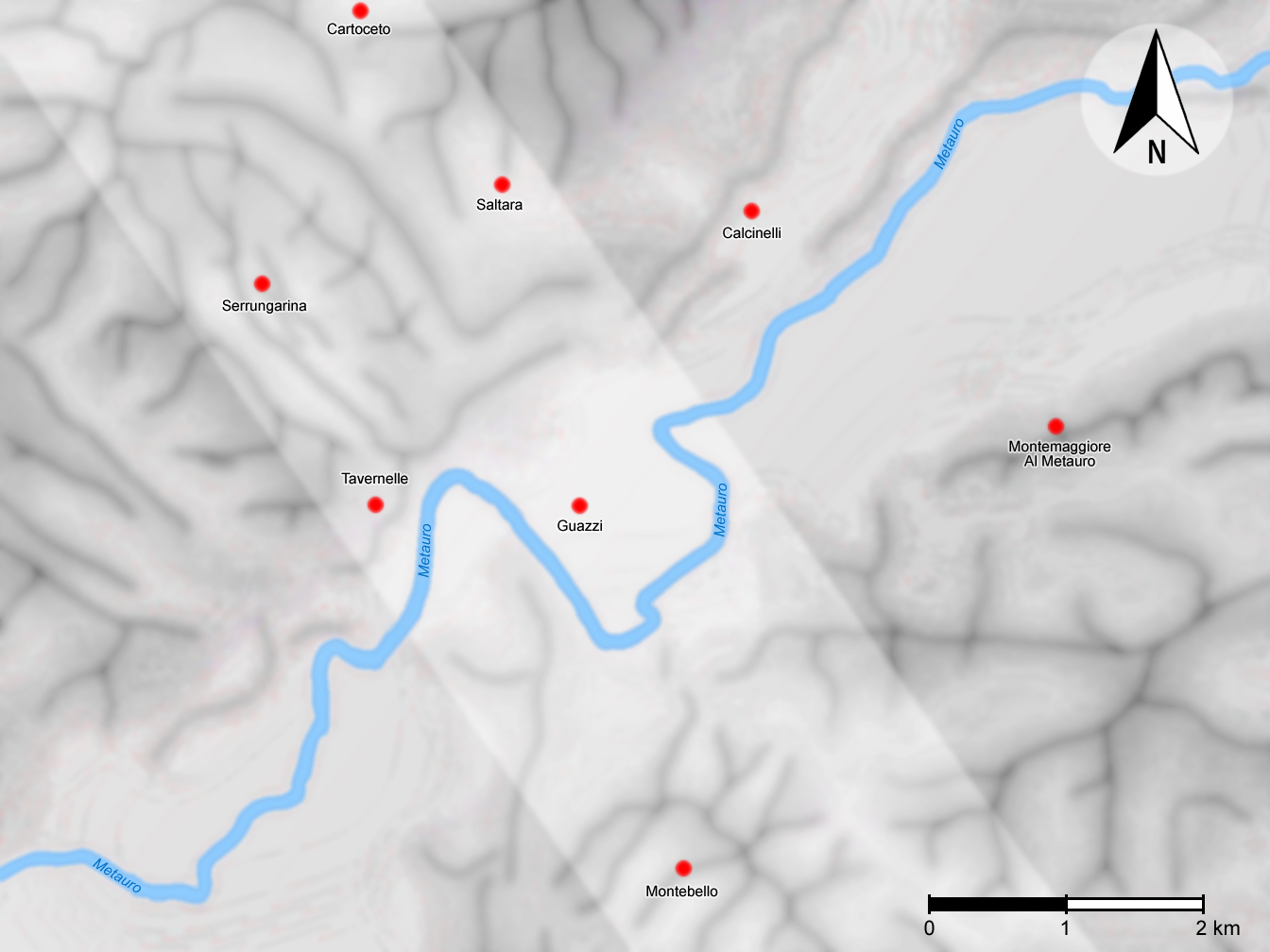
Denkbarer Ort der Schlacht im Tal zwischen Serrungarina und Montebello

Der genaue Ort der Schlacht ist nicht bekannt. Ein mögliches Schlachtfeld könnte vielleicht in der Nähe von Tavernelle, einem Ortsteil der Gemeinde Colli al Metauro gelegen haben. Hier durchbricht der Metauro in einer knapp zwei Kilometer breiten Schneise die Hügelkette, die um die Gemeinden Serrungarina und Montebello quer zum vorherrschenden nordöstlichen Lauf liegt. Nachdem er das Hindernis überwunden hat, schlägt der Fluss wieder den gewohnten Kurs ein. An beiden Enden des Durchbruchs steigt das Gelände relativ steil etwa 150 Meter über dem Talboden an. Höhenzug und Gewässer bilden eine natürliche Barriere, welche die karthagische Armee hätte nicht geschlossen umgehen können und deren weiteren Rückzug verhindert hätte. Somit wären an dieser Stelle mehrere Bedingungen aus den Schilderungen erfüllt. Hasdrubal hätte den Fluss noch nicht überquert und sich mit dem Rücken zu dem Gewässer befunden. Die Geografie zeigt auch erstmals die Möglichkeit, die gallischen Truppen vor dem rechten Flügel der Römer in einem Seitental zu verbergen.
Ein weiteres Indiz für einen Ort hier oder in der Nähe ergibt sich aus Vermutungen einiger Historiker, die den Namen des nahe gelegenen Dorfes Cartoceto mit dem griechischen Namen für Karthago „Carchidon“ oder „Carthada“ oder aber vom lateinischen „Carthaginensium coetus“ (Gruppe von Karthagern) in Verbindung bringen. Darauf gestützt führen sie die Gründung von Cartoceto und der Nachbardörfer auf Überlebende karthagische Soldaten zurück. Diese sollen sich der Theorie zufolge vor Gefangennahme und Tod in die umliegenden Wälder geflüchtet haben und sich, nachdem ihnen die Rückkehr in ihre Heimat verwehrt war, dort angesiedelt haben.
Aufgrund mangelnder Nachweise in Bezug auf archäologische Funde bleiben aber diese Annahmen nur Hypothesen.

## Die Schlacht
Hasdrubal stand mit seinen 30.000 Mann den 35.000 – 40.000 Legionären von C. Claudius Nero und M. Livius Salinator gegenüber. Ein Gutteil seiner Armee bestand jedoch aus demoralisierten Galliern, die sich in Anbetracht gleich zweier römischer Heere zudem in der Nacht kräftig betranken und kaum kampffähig waren. Hasdrubal stellte sie deswegen hinter einem kleinen, aber tiefen Tal auf, welches für die bergauf heranrückenden Römer nicht zu sehen und unüberwindlich war. Die Schlacht konnte deswegen zu Beginn nur auf Hasdrubals rechten Flügel mit seinen Hispaniern und Afrikanern geführt werden und verlief dort ausgewogen. Erst die Entscheidung Neros mit der Taktik der Überflügelung des gegnerischen Heeres durch Kavallerieeinheiten und selbstständig operierende Infanterieeinheiten brachte den entscheidenden Vorteil, indem sich sein für die Gallier vorgesehener, wegen des Tals untätiger rechter Flügel hinter den kämpfenden Truppen auf seine linke Flanke verlegte. Diese Taktik hat Nero von Hannibal übernommen. Hasdrubal wurde vernichtend geschlagen. Ca. 20.000 Mann seiner Armee, sowie Hasdrubal selber, verloren das Leben. Mit dem Kopf Hasdrubals eilte Nero zurück zu seinen bei Hannibal gelassenen Legionären. Als Zeichen des römischen Sieges wurde der Kopf Hasdrubals in das Lager Hannibals geschleudert.

## Politische Folgen der Schlacht
Hannibal konnte nur noch kleine Erfolge in Italien erzielen. Er bekam nun den offiziellen Befehl vom karthagischen Senat, auf Rom zu marschieren. Eine notwendige Verstärkung blieb aber aus. Hannibal besiegte bei Kroton die Legionen von Publius Sempronius Tuditanus. Im Verlauf des Krieges verlor er aber gleichzeitig seine letzten Stützpunkte in Italien. Im Norden landete 205 v. Chr. Hannibals jüngster Bruder Mago in Ligurien und eroberte Genua. Mago besetzte für drei Jahre den Norden Italiens. Aber auch das brachte nicht die benötigte Unterstützung für Hannibal. Nachdem Publius Cornelius Scipio 203 v. Chr. nach Nord-Afrika übergesetzt war und direkt Karthago bedrohte, wurden Mago und sein Bruder Hannibal gezwungen, Italien zu verlassen und nach Afrika überzusetzen. Mago, der bei einer Schlacht am Padus (Po) schwer verwundet wurde, starb noch während der Überfahrt. Der weitere Verlauf des zweiten Punischen Krieges entschied sich nicht mehr auf italienischem Boden.

## Hauptquellen
- Titus Livius, Ab urbe condita 27,43–51.
- Polybios 11,1–3.
- Appian, Hannibalica 52 f.
- Zonaras 9,9.